# Leptocerus interruptus
Leptocerus interruptus är en nattsländeart som först beskrevs av Fabricius 1775.  Leptocerus interruptus ingår i släktet Leptocerus och familjen långhornssländor. Inga underarter finns listade i Catalogue of Life.

## Bildgalleri

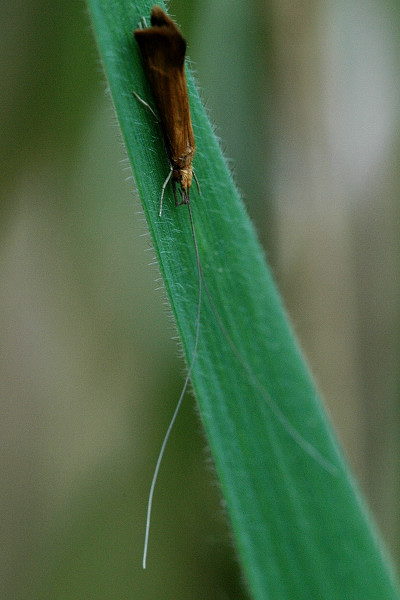
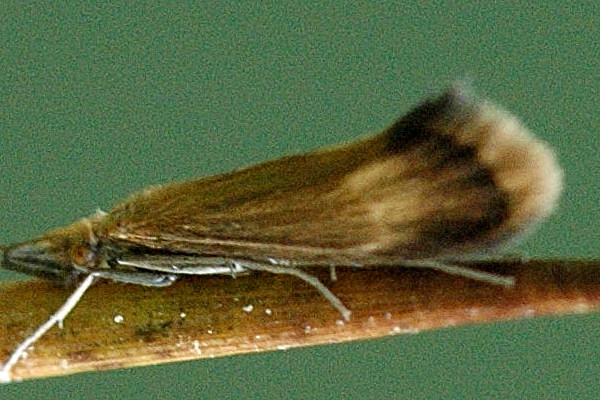